# Dmitri Zhilinsky

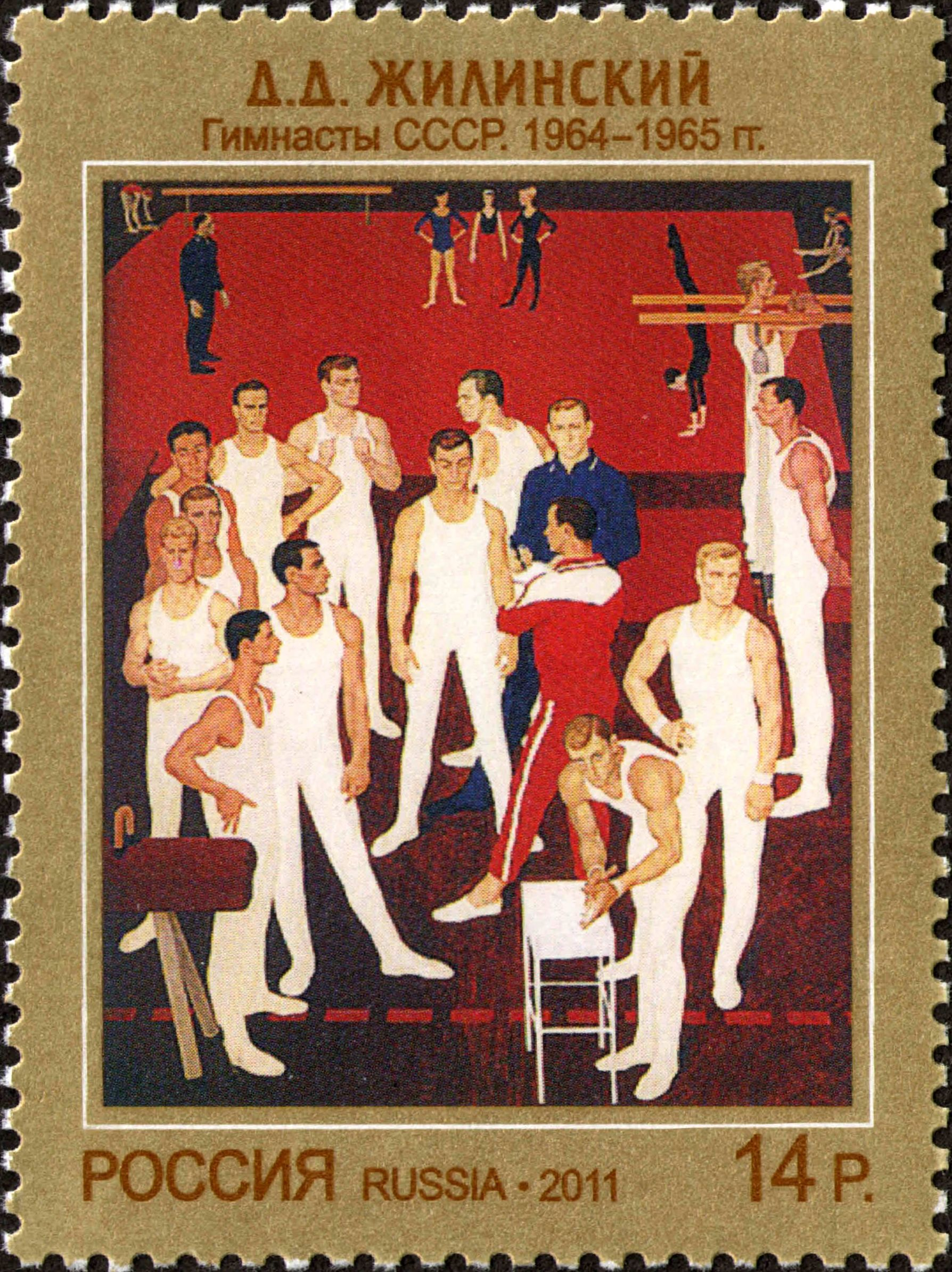
Selo representando o quadro "Os ginastas da URSS" por Dmitry Zhilinsky, 1964–1965

Dmitri Dmitriev Zhilinsky (Volnovka, região de Krasnodar, a 25 de maio de 1927) é um pintor russo. 
Estudou no Instituto de Pesquisa e Arte Decorativa de 1944 a 1946, em Moscovo e no Instituto de Arte Surikov, onde se formou em 1951, tendo sido influenciado pelos seus professores Pavel Korin e Nikolai Chernyshev. Zhilinsky pertenceu à União de Artistas, um sindicato de artistas da União Soviética e procurou fazer evoluir o realismo socialista incorporando influências do neorealismo italiano.

## Biografia
Dmitry Zhilinsky é descendente do grande pintor russo Valentin Serov, como neto direto da irmã de Nadezhda Serov (1879–1951), cujo filho Dmitry (1900–1938) se tornou pai de Zhilinsky.
Em 1937, o pai de Zhilinsky, Dmitry, foi preso como "inimigo do povo soviético" e fuzilado. Em 1944, o irmão mais velho de Zhilinsky, Vasili, convocado para o Exército Soviético, foi ferido em batalha e morreu. Tentando salvar Dmitry Zhilinsky da fome e dar-lhe alguma educação, a sua mãe enviou-o a Moscovo para junto da prima da sua avó, a pintora Nina Simonovich-Efimova (1877-1948) e para o seu marido, o escultor Ivan Efimov, que vivia nos arredores de Moscovo, em Novogireevo, numa casa especial construída pelos artistas para eles próprios e possuía uma horta onde podiam cultivar alguns legumes para se alimentarem. Assim, Zhilinsky conseguiu sobreviver à guerra e matriculou-se no Instituto de Arte de Moscovo, em homenagem a V. I. Surikov. Os mentores de Zhilinsky foram Nikolai Chernyshev, Pavel Korin, Alexei Gritsai. A sua principal instrução artística veio eventualmente do “círculo Novogireevo de artistas independentes” liderado por Vladimir Favorsky, Dmitry Shakhovskoy, Ivan Efimov e Nina Efimova, Lev Kardashov e Lyudmila Kardashova.

## Os alunos e seguidores do artista
Desde 1974 e até à sua morte em 2015, Zhilinsky lecionou no Instituto de Arte de Moscovo em homenagem a V. I. Surikov e no Instituto Poligráfico de Moscovo, promovendo a sua maneira e estilo artístico entre os seus alunos e seguidores, que incluíram Tatyana Nazarenko, Natalia Nesterova, Illarion Golitsyn, Alexander Sukhanov, Aharon April, Nikolaj Belkov, Leonid Borisov, Stanislav Babikov, Kulnazar Bekmuradov, Durdy Bairamov, Ivan Lubennikov, Robert Avakyan, Raphael Сanossa, Evgeny Shirokov, Valery Levental, Sukhrob Kurbanov, Sergey Alferov, Oleg Komov, Victor Makarenko, ginasta Viktor Lisitsky (interpretado em 1964 no ecrã de Zhilinsky “Ginastas da URSS”).

## Retratos reais dinamarqueses de Zhilinsky
Em 1993, a Dinamarca e a Rússia preparavam-se para comemorar o 500º aniversário do estabelecimento de relações diplomáticas que tinham sido iniciadas em 1493 por João da Dinamarca e pelo Czar Ivan III da Rússia que trocaram instrumentos de ratificação, colocando em vigor o chamado Tratado de Copenhaga a 8 de Novembro de 1493. O embaixador russo Alexey Obukhov, que conhecia Zhilinsky como um dos brilhantes retratistas russos, propôs que Zhilinsky pudesse destacar o aniversário fazendo um retrato da Rainha Margarida II da Dinamarca. Isto enfatizaria as relações historicamente próximas entre as dinastias reais dinamarquesa e russa, quando a filha do rei dinamarquês Cristiano IX Maria Feodorovna (Dagmar da Dinamarca) se casou com Alexandre III da Rússia e se tornou mãe do último imperador russo Nicolau II da Rússia e dos seus irmãos e irmãs.
Margarida II da Dinamarca posou para Zhilinsky nove vezes no palácio de Amalienborg antes de este terminar o seu retrato. Embora a mulher de Zhilinsky, Nina, tivesse sofrido um acidente vascular cerebral, insistiu em ir para a Dinamarca com ele e, mais tarde, insistiu em ir ao palácio real juntamente com ele para trabalhar na sua própria versão do retrato da Rainha, que executou com a mão esquerda. A sociedade dinamarquesa acolheu os dois retratos da rainha: o clássico de Dmitry Zhilinsky e uma versão mais ingénua criada por Nina Zhilinsky. Margarida II, que era também uma pintora talentosa, aceitou o trabalho de Zhilinsky e ofereceu-lhe um retrato semelhante do seu marido Príncipe Henrique de Laborde de Monpezat. O retrato do Príncipe Henrique de Laborde de Monpezat em trajes reais foi também bem recebido pelo público dinamarquês e pela família real, e Zhilinsky foi encarregado de fazer o retrato do herdeiro do trono dinamarquês, o príncipe herdeiro Frederik X. Como naquela época Frederico X da Dinamarca estava a fazer o seu serviço militar no regimento de hussardos, Zhilinsky foi convidado a fazer o retrato de Frederik com o uniforme completo de hussardos. Quando Frederico X da Dinamarca viu o seu retrato, perguntou se Zhilinsky também poderia fazer uma cópia para ser exposta no quartel do regimento onde serviu, e Zhilinsky fez uma repetição quase idêntica do retrato de Frederico.
De seguida, Zhilinsky fez o retrato do irmão de Frederico, Príncipe Joaquim da Dinamarca, incluindo na imagem um chifre de ouro escavado na Jutlândia em 1639 que simbolizava a antiga Dinamarca. Margarida II recomendou Zhilinsky à sua irmã Princesa Benedita da Dinamarca, e o pintor fez retratos de Benedita e do seu falecido marido Ricardo, 6.º Príncipe de Sayn-Wittgenstein-Berleburg, hoje armazenados no seu castelo em Berleburg. Por fim, Zhilinsky fez um retrato da mãe de Margarida II, Ingrid da Suécia.
Em 1994, Zhilinsky regressou à Rússia após uma missão de um ano na Dinamarca. Em 1995, foi novamente convocado para Copenhaga, pois o Príncipe Joaquim da Dinamarca preparava-se para casar com Alexandra de Frederiksborg, nascida em Hong Kong, e o seu retrato foi planeado como um dos presentes de casamento e um dos temas de uma elaborada cerimónia de casamento.
Juntamente com o retrato da rainha dinamarquesa, Zhilinsky fez também o retrato do seu parente da dinastia Romanov - o Príncipe Dimitri Romanovich Romanov, que viveu na Dinamarca e mais tarde foi fundamental na transferência dos restos mortais de Maria Feodorovna (Dagmar da Dinamarca) da Catedral de Roskilde para a Catedral de Pedro e Paulo, São Petersburgo, de acordo com o seu desejo de ser sepultado ao lado do seu marido Alexandre III da Rússia.

## Galeria

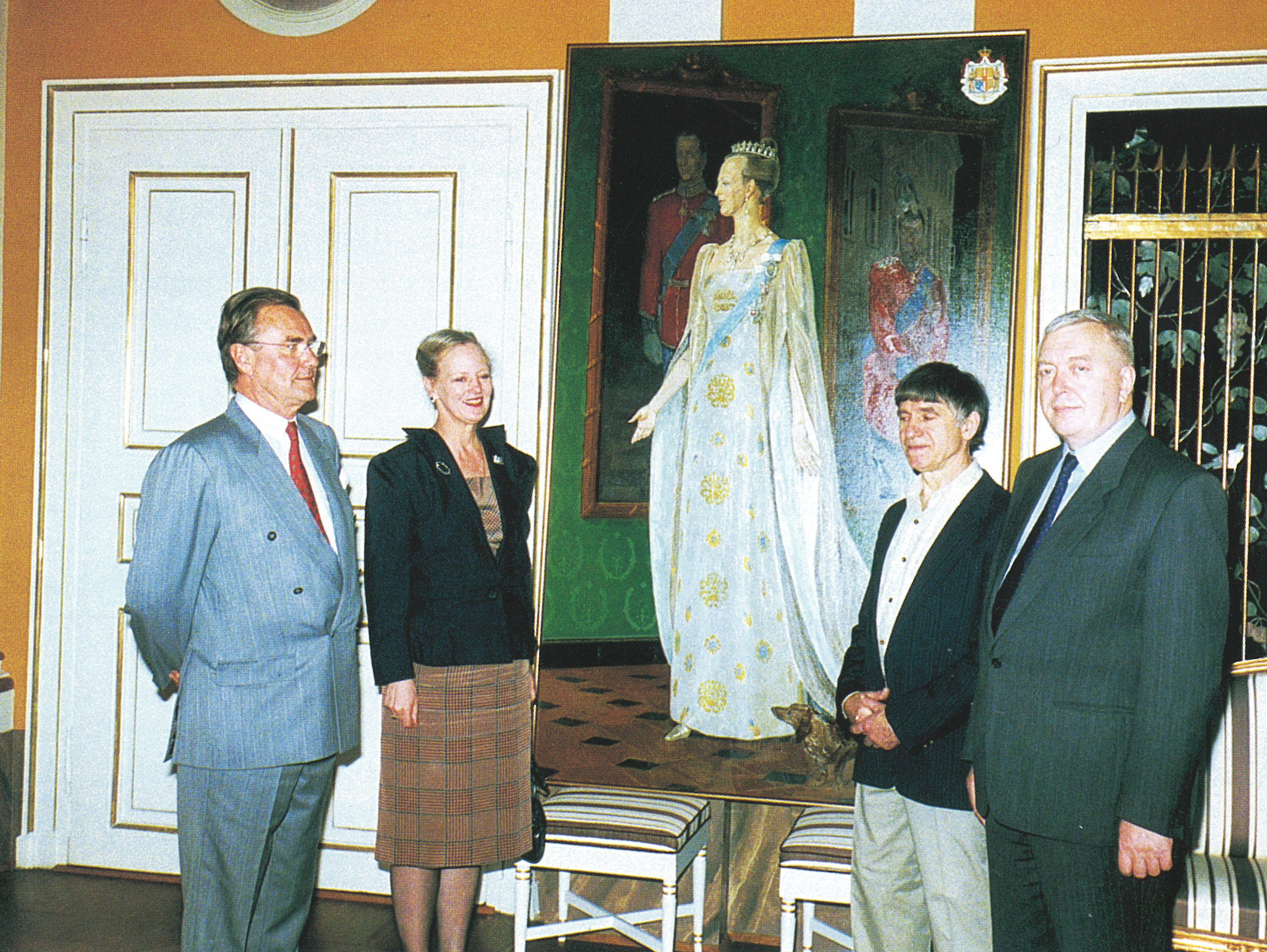
Margarida II e o Príncipe Henrique recebem o retrato da Rainha por Zhilinsky
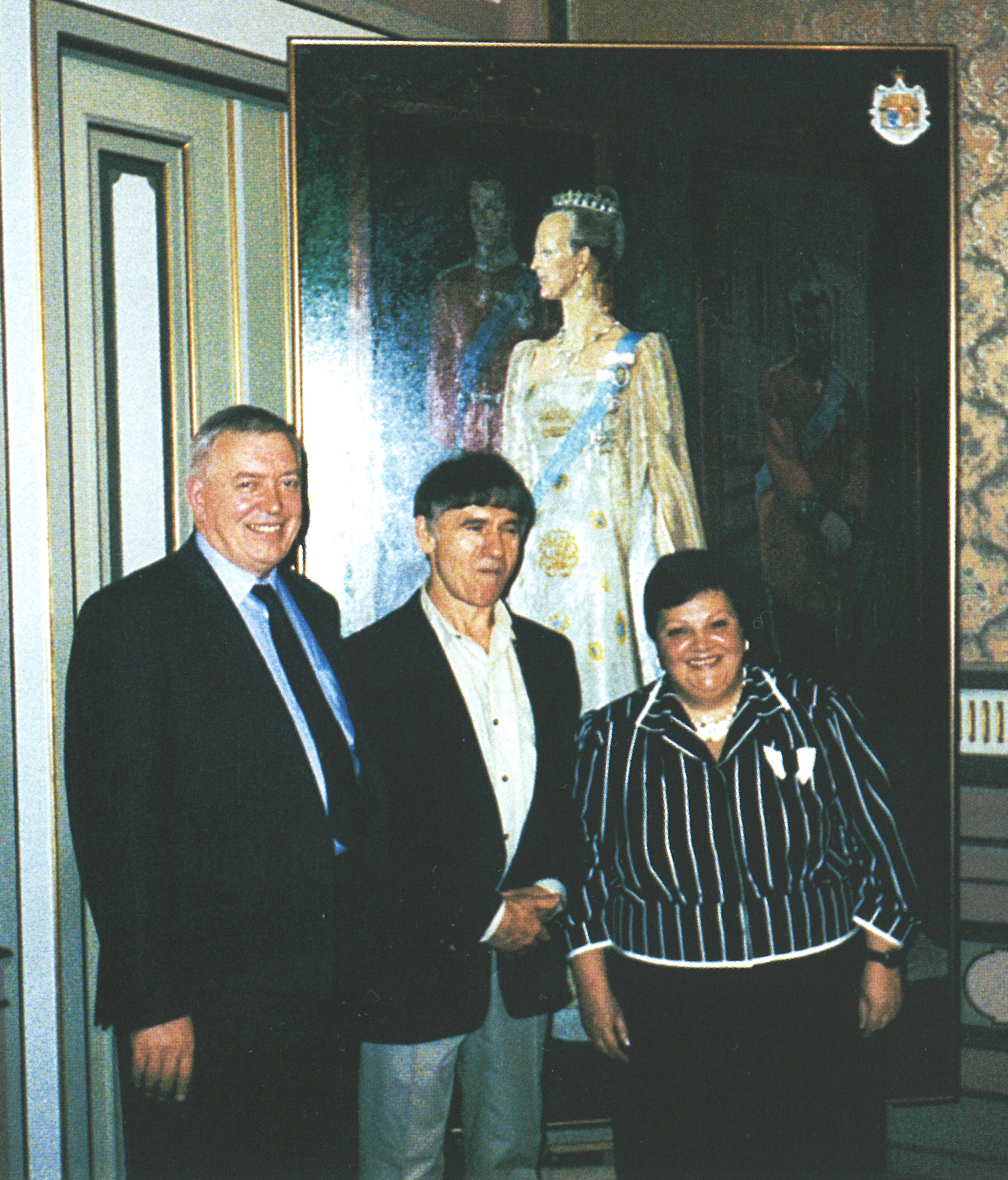
Retrato da rainha por Zhilinsky
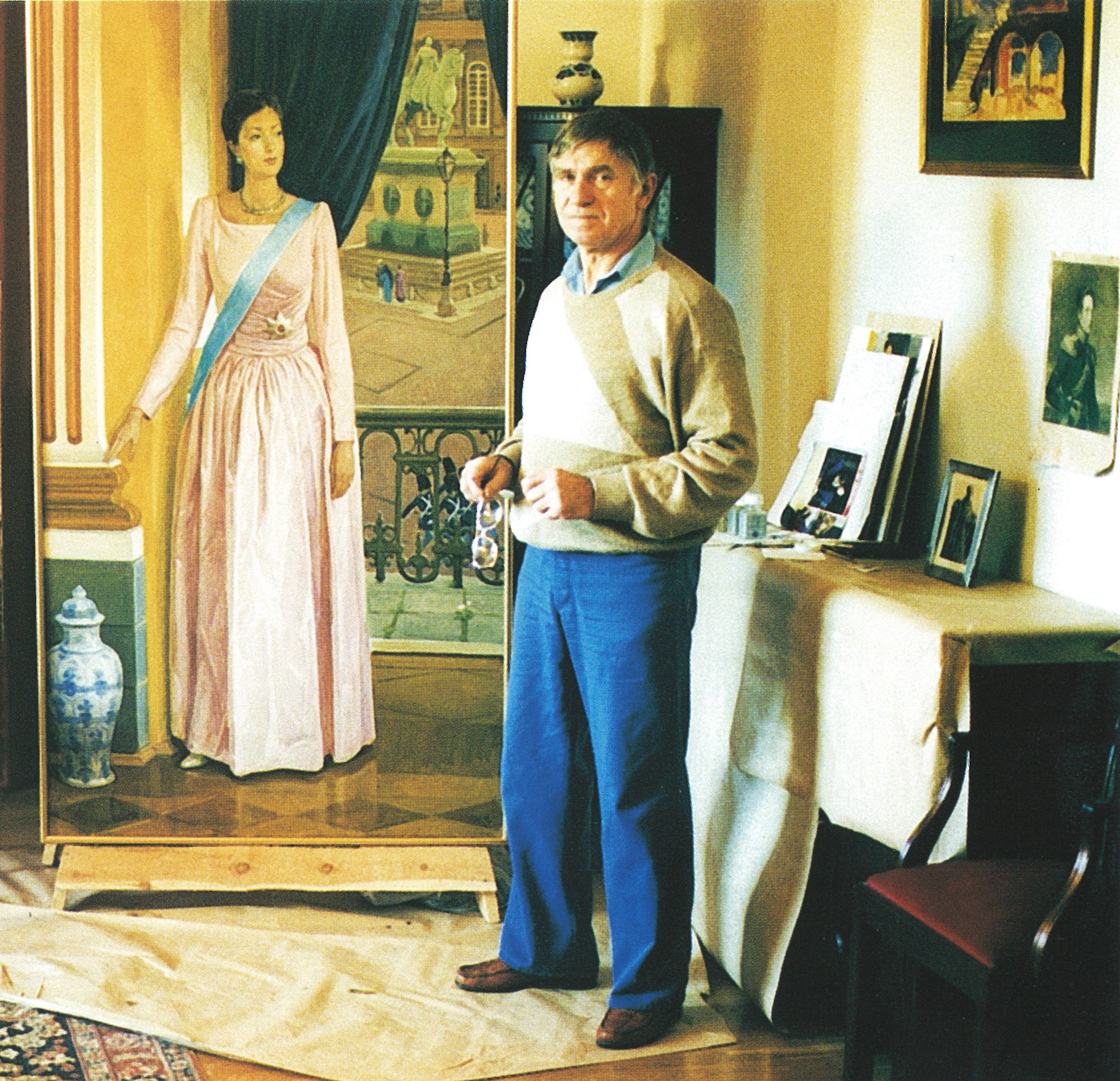
Zhilinsky e o retrato da mulher do príncipe Joachim, Alexandra Manley, 1995
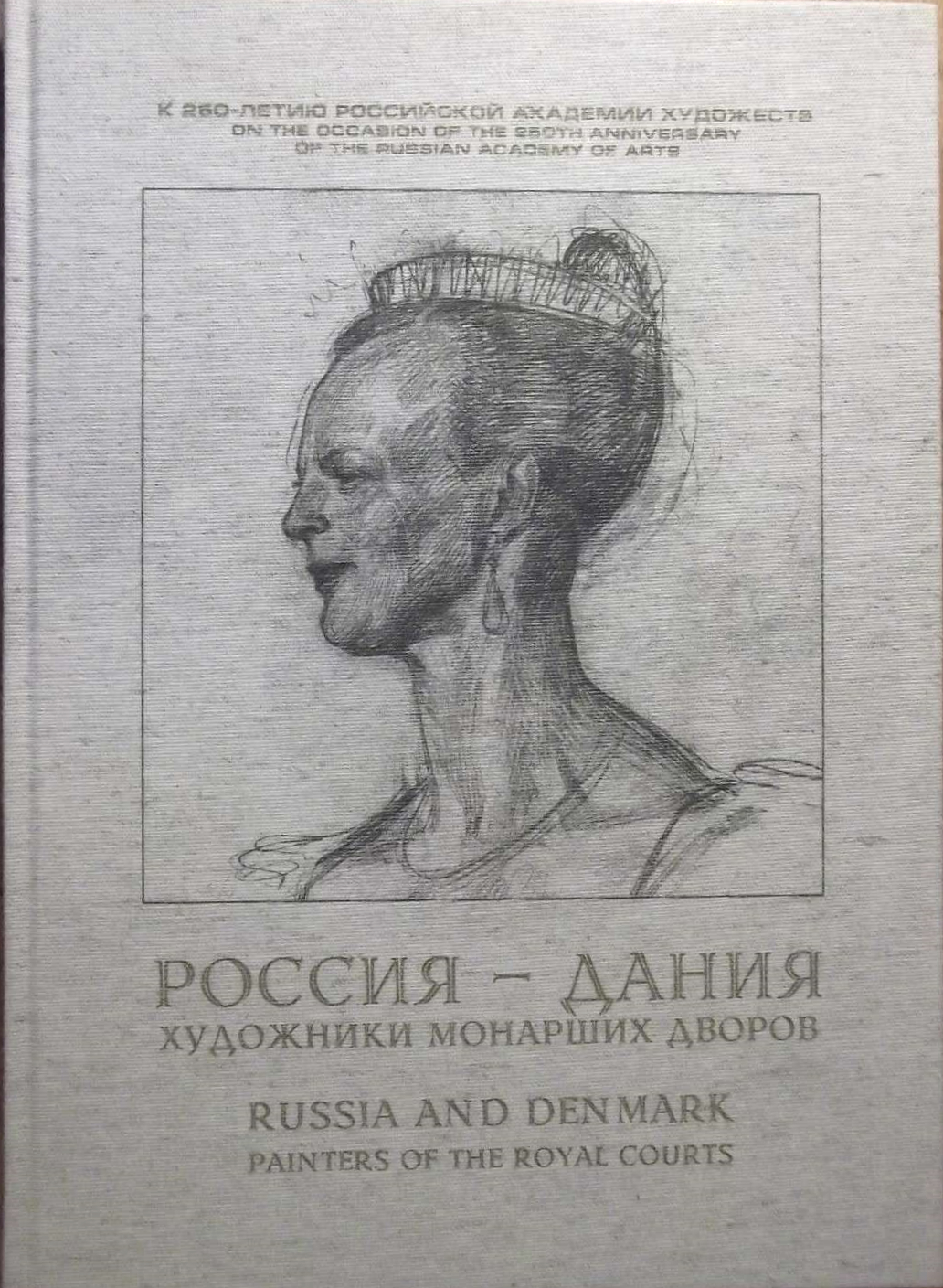
Livro Rússia e Dinamarca. Pintores das Cortes Reais com o retrato a lápis de Margarida II feito por Zhilinsky na capa do livro

## Retratos de músicos e artistas de teatro
Em 1996, Zhilinsky fez uma pintura colossal “Os artistas do Teatro de Arte de Moscovo vêm a Ialta para encontrar Anton Tchekov”, que agora adorna o foyer do Teatro de Arte de Moscovo.
Entre 2000 e 2005, Zhilinsky criou uma galeria inteira de retratos dos maiores compositores russos: Alfred Schnittke, Dmitri Shostakovitch, Georgy Sviridov, Serguei Prokofiev, Aram Khachaturian, Ígor Stravinski, Sergei Rachmaninoff, Aleksandr Konstantinovitch Glazunov, Alexander Scriabin e Edison Denisov, que decoram a Casa Internacional da Música de Moscovo.

## Museu de Arte deSochiem homenagem a Zhilinsky
Zhilinsky nasceu na aldeia de Volkovka, que mais tarde se tornou parte da cidade de Sochi. A sua mãe vivia em Sochi, e ele passou lá as últimas décadas da sua vida. 65 obras de Zhilinsky foram doadas ao Museu de Arte de Sochi, constituindo o núcleo da sua coleção. Em homenagem às conquistas de Zhilinsky como artista, a 19 de novembro de 2019, o Museu de Arte de Sochi recebeu o nome de Dmitry Zhilinsky.

## Trabalhos selecionados

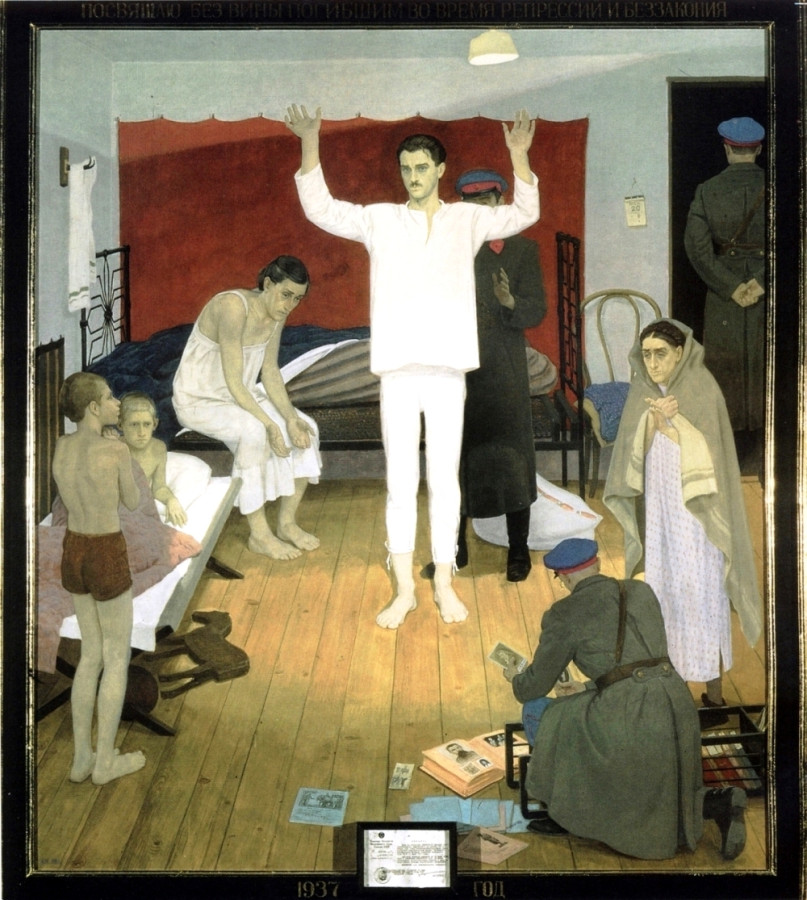
Prisão do Pai em 1937
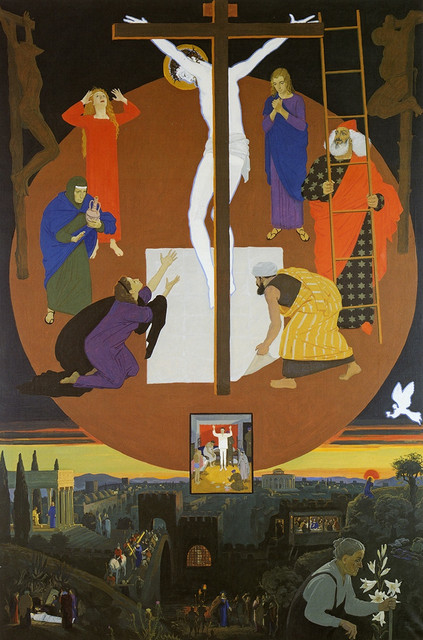
Dios con nosotros, 1991
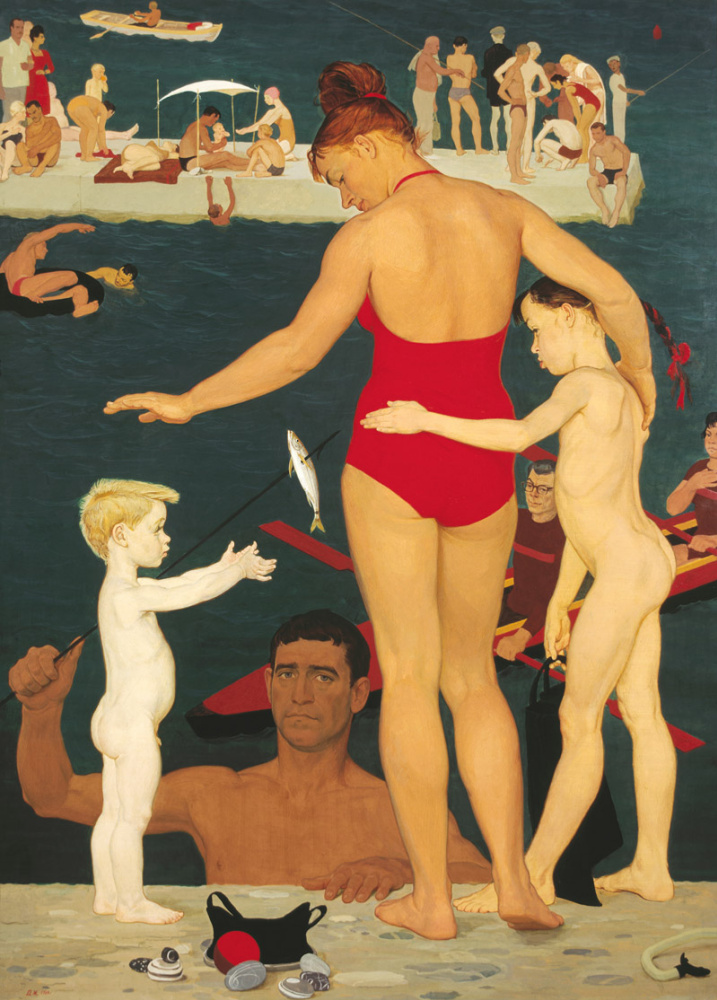
Família no Mar, 1964
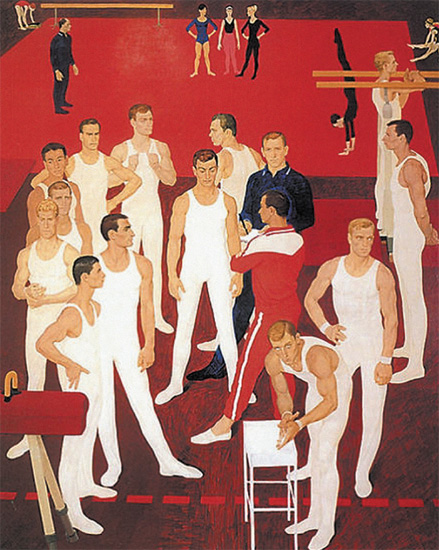
Gymnasts of USSR, 1964
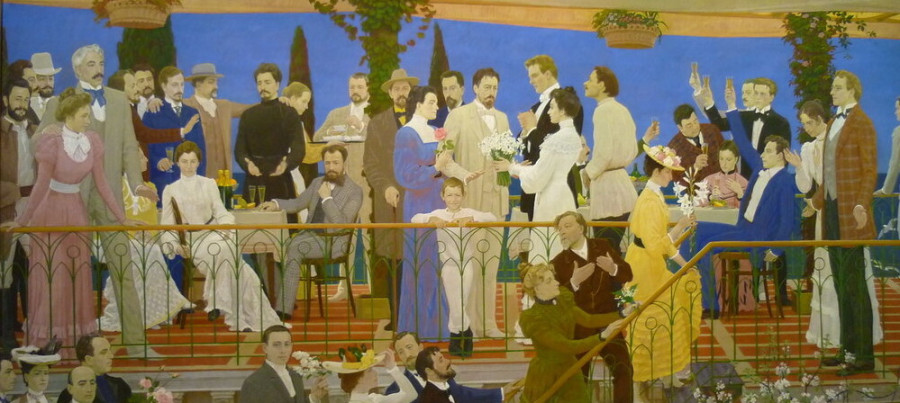
Art Theatre artists coming to Anton Chekhov to Yalta, 1996
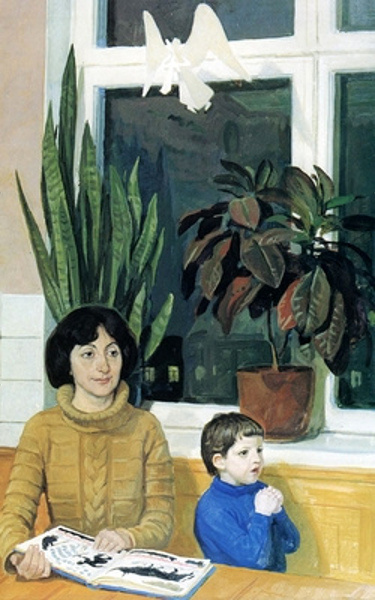
Portrait of Wife Venera and son Kolya
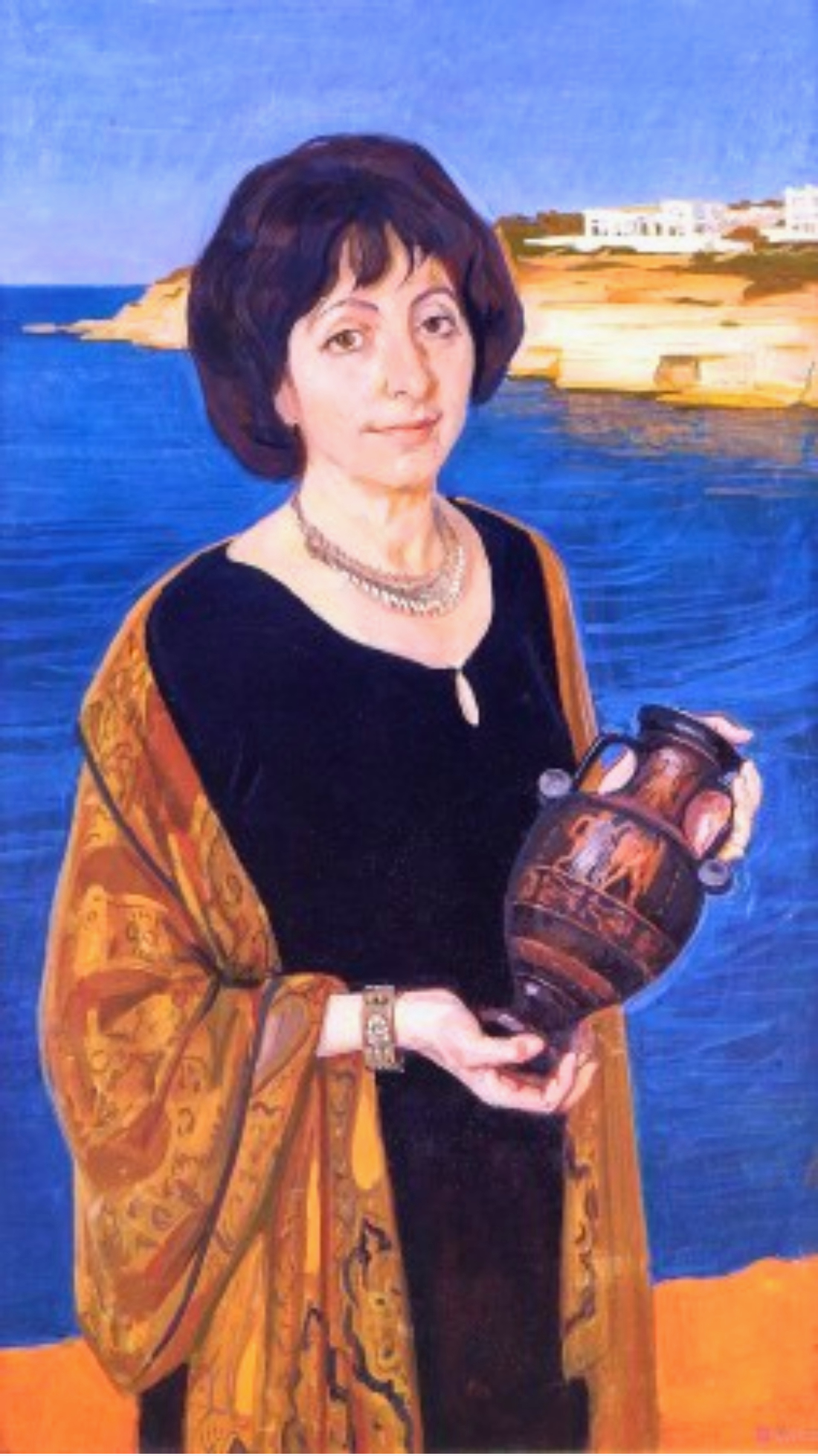
Venera Zhilinskaya in Greece